# Gladde boot
Een gladde boot, A-boot of wedstrijdboot is het type roeiboot, dat specifiek bedoeld is voor wedstrijden.

## Eigenschappen
Gladde boten zijn erg smal, zodat er weinig weerstand van het water ondervonden wordt. Bijkomend effect is wel dat dit soort instabieler is dan bijvoorbeeld een C-boot, waardoor er veel training vereist is om zelfs maar overeind te blijven. Daarnaast zijn gladde boten meestal ook langer dan C-boten
De gladde boot beschikt in tegenstelling tot een C-boot niet over een zichtbare buitenkiel. Voor de koersvastheid van een gladde boot is daarom een vin vereist, die onder de achterste helft van de boot is bevestigd.
Het roer van een gladde boot is veel kleiner dan die van een C-boot. Daarnaast is het roertje permanent aan de onderkant van de boot bevestigd en niet, zoals bij een C-boot, een afneembaar roer aan de achtersteven van de boot.
De term “glad” is afgeleid van de huid van de boot. Gladde boten hebben een gladde huid die vroeger van hout werd gemaakt, maar tegenwoordig bijna altijd volledig van kunststof (meestal een combinatie van kevlar en carbon).

## Soorten
Gladde boten zijn er voor één, twee, vier of acht personen, voor boordroeien en voor scullen. De vieren en de boordtwee kunnen gestuurd zijn of ongestuurd (met of zonder stuurman/vrouw). Een één-persoons gladde boot wordt een skiff genoemd.
| icon | naam                    | type | aantal roeiers | heren | dames | stuur |
| ---- | ----------------------- | ---- | -------------- | ----- | ----- | ----- |
|      | Skiff                   | 1x   | 1              | O     | O     | nee   |
|      | Dubbel twee             | 2x   | 2              | O     | O     | nee   |
|      | Twee zonder             | 2-   | 2              | O     | O     | nee   |
|      | Twee met                | 2+   | 2              | -     | -     | ja    |
|      | Dubbel vier             | 4x   | 4              | O     | O     | nee   |
|      | Dubbel vier met         | 4x+  | 4              | -     | -     | ja    |
|      | Vier zonder             | 4-   | 4              | O     | O     | nee   |
|      | Vier met                | 4+   | 4              | -     | -     | ja    |
| afb  | Dubbel-acht, scull-acht | 8x+  | 8              | -     | -     | ja    |
|      | Acht                    | 8+   | 8              | O     | O     | ja    |

- De x geeft scullen aan, twee riemen per roeier. De andere nummers zijn boordnummers.
- De + of het woordje met slaat op een gestuurd nummer, in de boot is een stuurman of -vrouw aanwezig. Bij de andere nummers sturen de roeiers zelf.
- Met een O zijn de Olympische nummers in de open klasse aangegeven.